# Sancho av Mallorca
Sancho av Mallorca, född 1274, död 1324, var en balerarisk regent. Han var kung av Mallorca mellan 1311 och 1324. 